# 神威龍屬
神威龙属（学名：Kamuysaurus）是一属植食性埃德蒙顿龙族栉龙亚科鸭嘴龙类恐龙，化石被发现于日本北海道鹉川町穗别地区虾夷群的晚白垩世海洋沉积物中。

## 发现

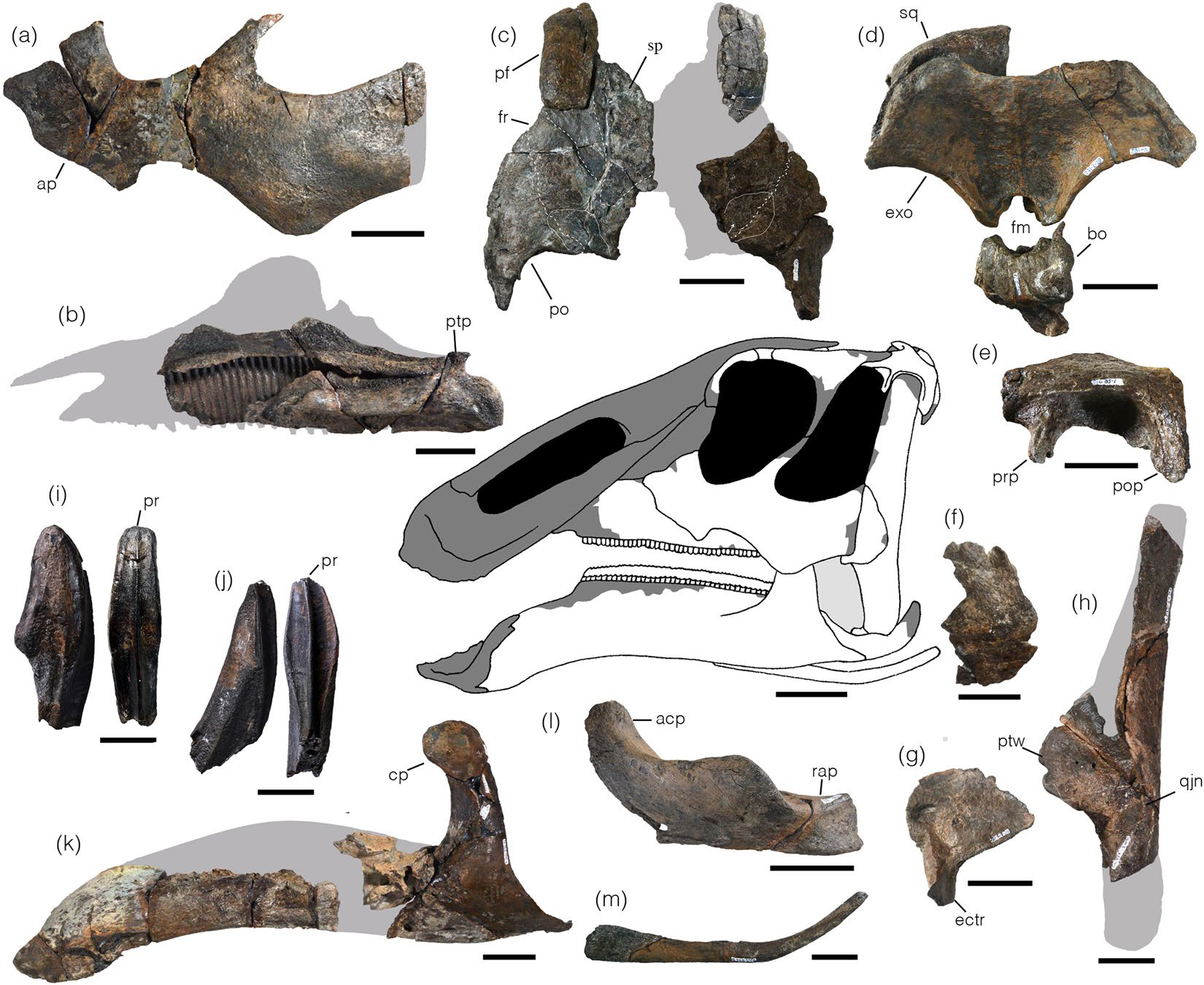
颅骨化石

2003年，业余古生物学家堀田良幸（Yoshiyuki Horita）在白船溪（Shirafunezawa Creek）发现一条真鸟脚类动物的尾巴。2013年和2014年，穗别博物馆和北海道大学博物馆的研究小组在此地发现了一具完整骨骼。这件化石被昵称为“鹉川龙”，意即“鹉川町之龙”。
2019年，模式种日本神威龙（Kamuysaurus japonicus）由小林快次、西村智宏、高崎龙次、千叶健太郎、安东尼·菲奥里洛、田中耕平、察巴塔尔·钦佐里格、佐藤玉木和樱井一彦命名并叙述。属名来源于kamuy，在北海道原住民的语言阿伊努语中意为“神”。种名japonicus在新拉丁语中指日本，即化石发现地。
正模标本HMG-1219发现虾夷群函布组的海洋沉积物中，可追溯到马斯特里赫特阶早期，距今7240万至7060万年。它由一具几乎完整的、含有颅骨的骨骼组成，只缺少鼻部、部分骶椎和指骨。它含有超过60%的骨骼化石和80%的骨量，且与体型较小的福井猎龙一样是在日本发现的化石最完整的恐龙之一。这些骨骼是在7×4米的岩层表面上发现的，虽然已经因侵蚀而受损，但仍保存有部分关节。此标本代表了一个至少9岁的成年个体，其很可能死后尸体被冲入海中。

## 叙述

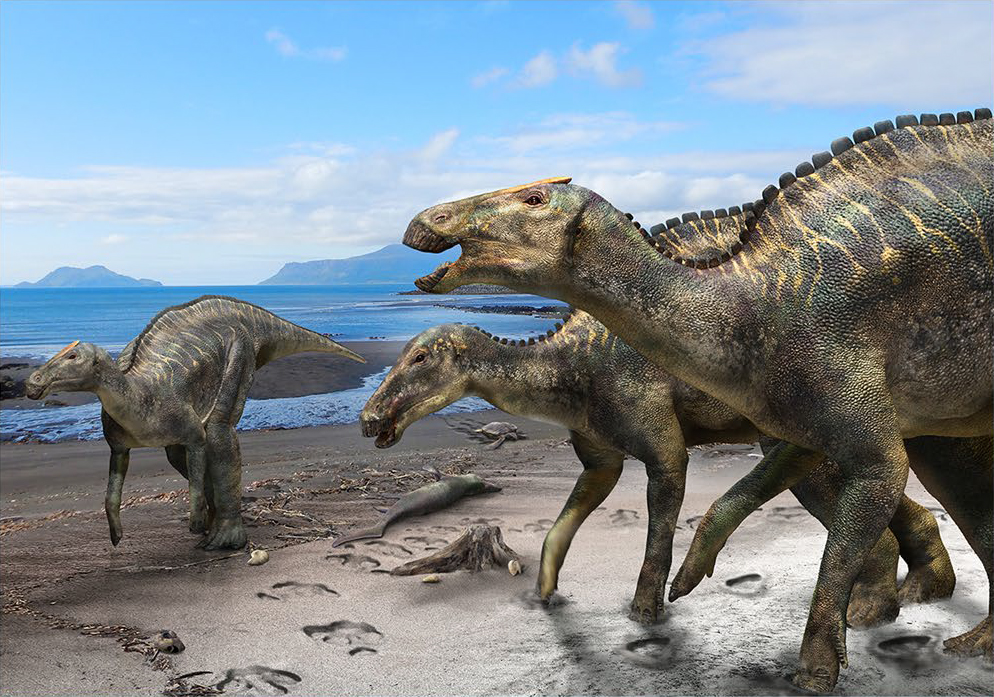
生命复原

神威龙大约有8米长。根据其腿骨的宽度，它的重量估计为4或5.3吨，这取决于牠是两足动物还是四足动物。
描述作者指出了该属一些显著的特点。其中三个是独有衍征，即独有的衍化特征。在方骨上，将其与方轭骨分开的开口处的切口处于一个非常低的位置，位于从化石顶部测量的轴长的四分之三处。这对于整个鸭嘴龙科来说是独一无二的。下颌的上隅骨只有一个短的升支，且没有到喙突。标本总计含有十三个背椎，第六个具有神经棘并向前倾斜。

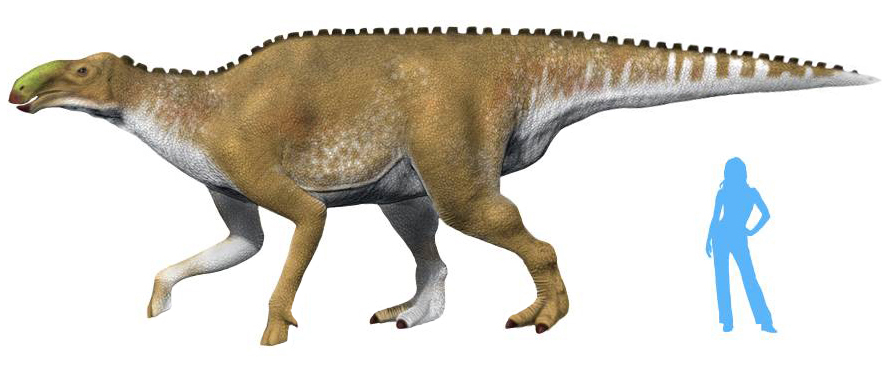
尺寸比较